# Colonia Industrial

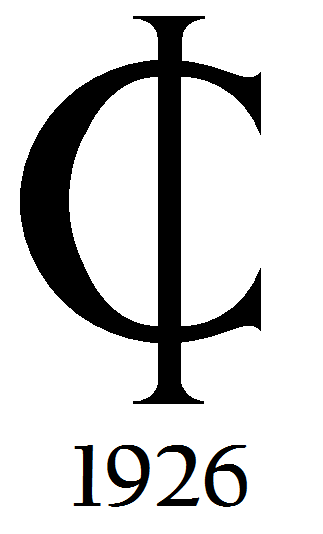
Anagrama de la Colonia Industrial.

Industrial es una colonia al norte de la Ciudad de México. A raíz de la creación de esta colonia se crearon otras colonias en su periferia, como son: Estrella, Tepeyac Insurgentes y Guadalupe Insurgentes, Guadalupe Tepeyac y en parte la colonia Lindavista.

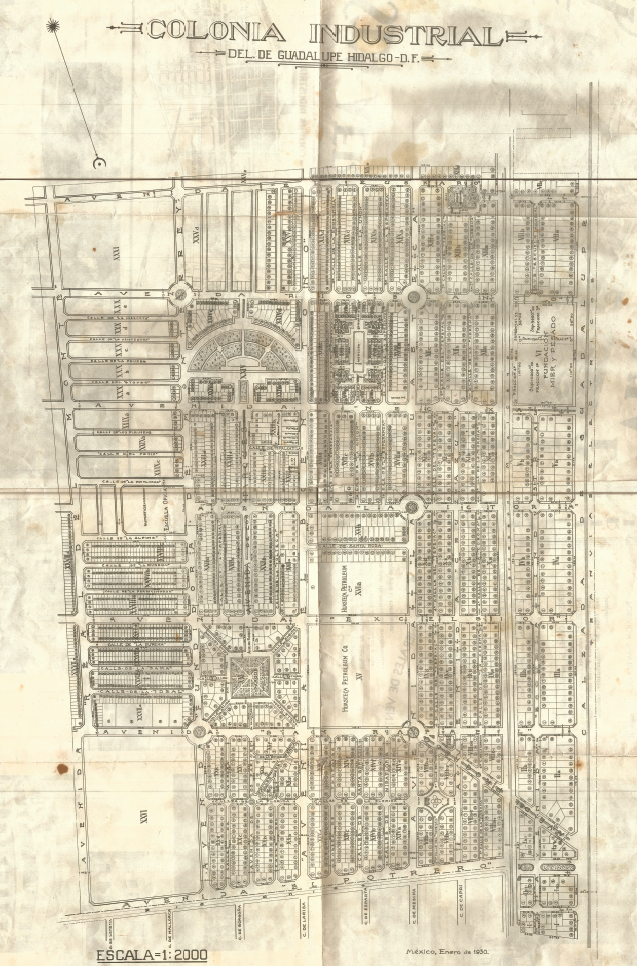
Plano de la colonia Industrial en 1930.

Se caracteriza por la nomenclatura de sus calles, las cuales llevan nombres de industrias, fábricas o empresas de la época como son: Victoria, Excelsior, Necaxa, Fundidora de Monterrey, Cruz Azul, La Corona, etcétera; aunque también tiene algunas calles con nombres de personas algunas cambiadas años después de la creación de la colonia. Destaca el hecho de que algunas de las coladeras de la colonia, tienen el nombre de la colonia, cosa que no pasa con coladeras con el mismo estilo.

## Ubicación
La Colonia Industrial está ubicada al norte de la Ciudad de México en la zona centro sur de la Alcaldía Gustavo A Madero, cercada por el Eje 4 Norte Avenida Euzkaro, al Norte; la Calzada de Guadalupe al Oriente; el Eje 3 Norte Av. Ing. Alfredo Robles Domínguez al Sur; Real del Monte y una pequeña parte de Avenida de los Insurgentes al Poniente. Colinda con las colonias: Tepeyac Insurgentes al Norte, Estrella y Guadalupe Tepeyac al Oriente, Vallejo al Sur, y Guadalupe Insurgentes al Poniente.
Se pueden utilizar vías como Paseo de la Reforma, Calzada de los Misterios, Calzada de Guadalupe, Avenida de los Insurgentes y Circuito Interior Avenida Río Consulado para acceder y salir de ella.

## Historia

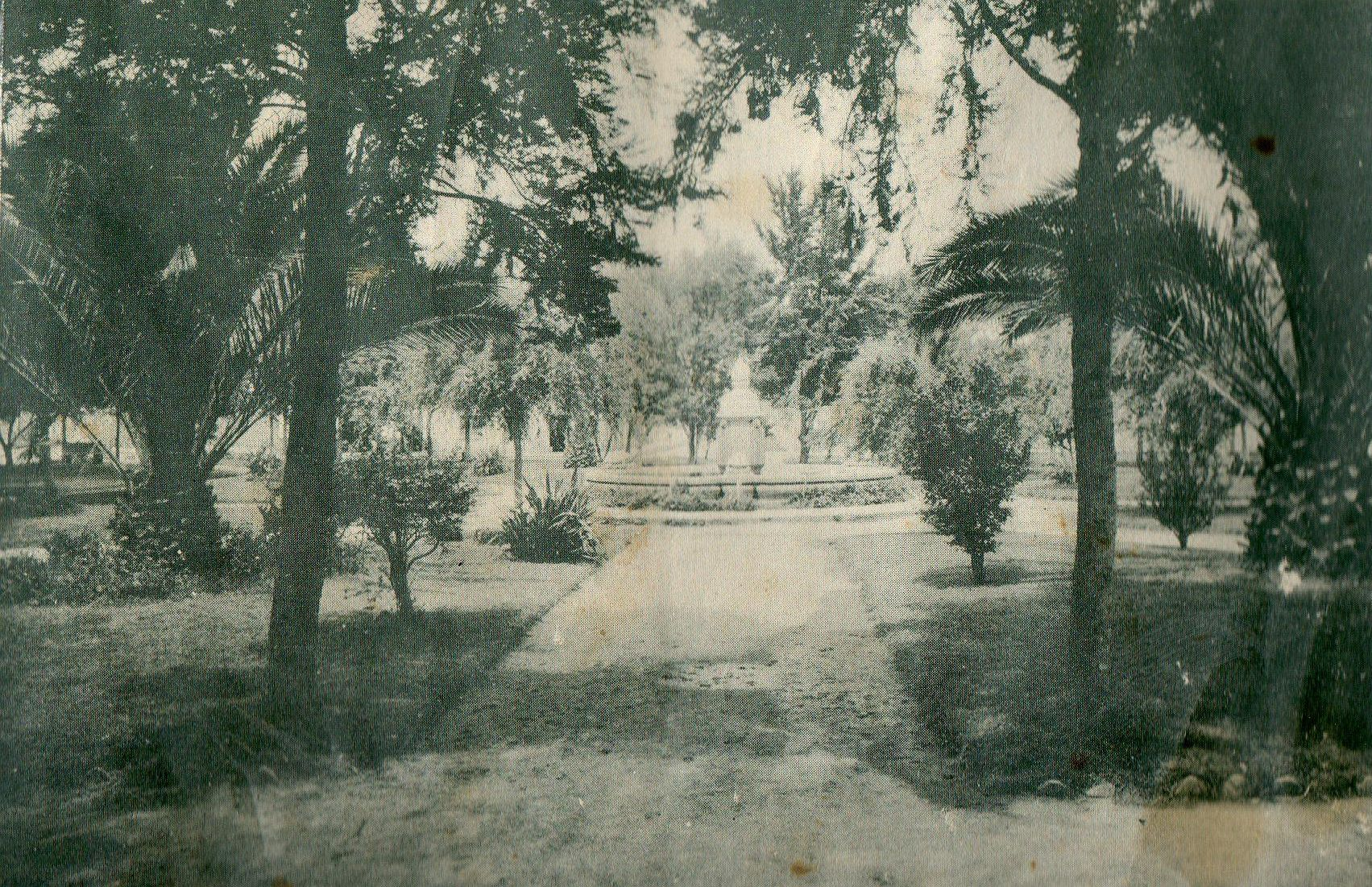
Parque María del Carmen en 1930 con su distintiva fuente al fondo.

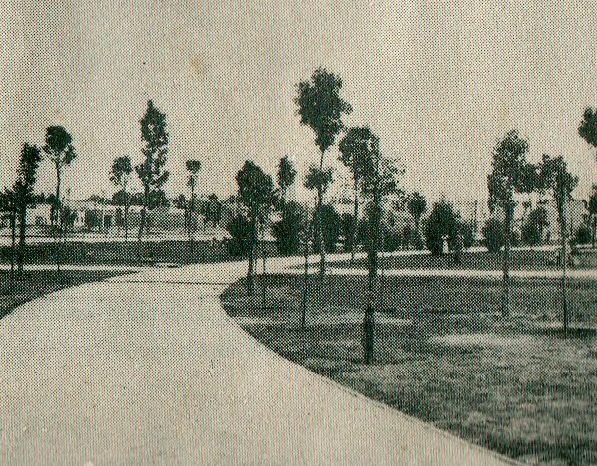
Parque María Luisa en los años 1930.

Hablar de la colonia Industrial nos lleva a un barrio indígena pobre fundado por los pueblos ribereños del Lago de Texcoco, 75 años antes de la gran Tenochtitlán, llamado Tepalcatitlán. Se encontraba situado sobre las tierras anegadizas de la laguna, al lado poniente de la calzada del Tepeyac, y colindaba con los barrios de Atenco, Tlatlacama, Amalco y Capultitlán, todos ellos dependientes de la comunidad Coatlayáuhcan, hoy Magdalena de las Salinas.
Asentada en Terrenos ocupados por una pequeña laguna con salinas en sus alrededores en tiempos del virreinato, posteriormente pasaron a ser parte de la Municipalidad de la Villa de Guadalupe Hidalgo a todos los terrenos circundantes de la villa y Basílica de Guadalupe, teniendo sus límites En el cauce del Río Consulado y colindando con la entonces llamada Municipalidad de México, núcleo de la vieja Ciudad de México.

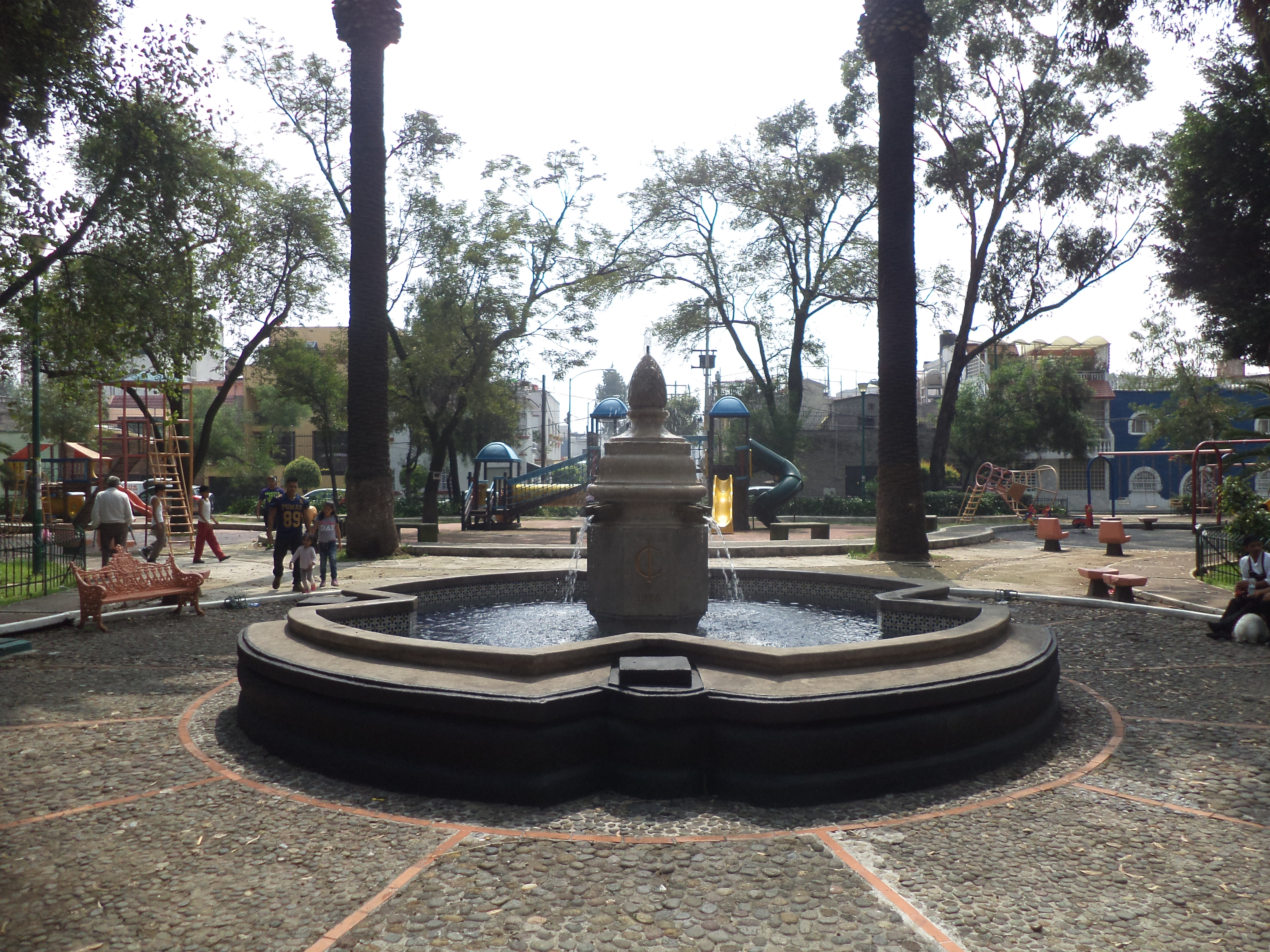
Parque María del Carmen en 2014.

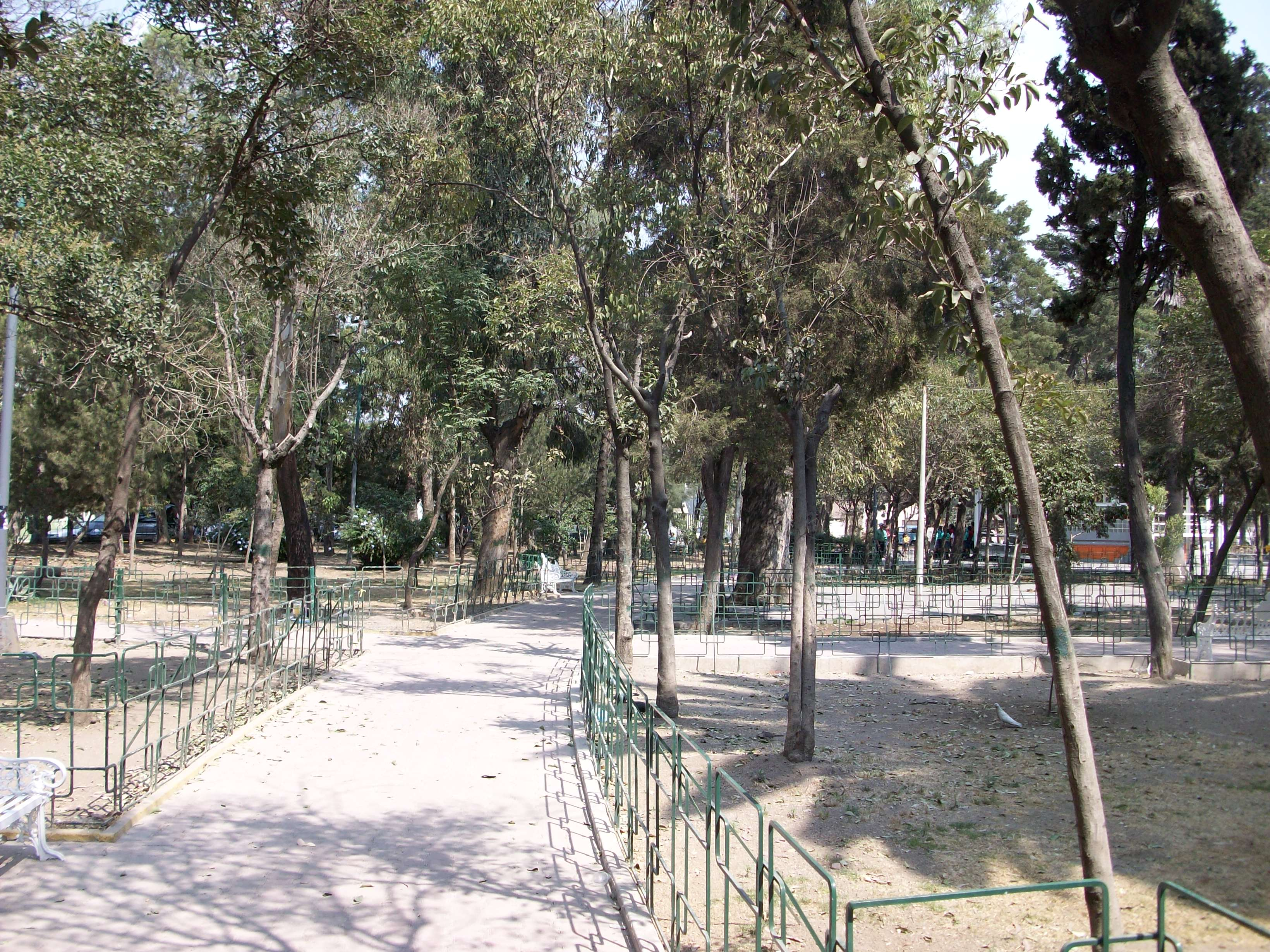
Parque María Luisa en 2011.

A principios del siglo XX todavía se explotaban en la zona la sal y el tequesquite. Se tenía como colindante por el lado norte, en lo que es hoy la calle de La Fortuna, a la hacienda de Atepoxco, propiedad del ingeniero José María Velázquez. También fue por estos años que la desviación del Río Guadalupe por medio del Río Unido, atravesó una parte de los terrenos de lo que sería la colonia para girar en lo que es actualmente el Eje 3 norte y desembocar en el lago de Texcoco. A raíz de la creación de la planta de la Ford Motor Company y de los proyectos de urbanización en la Ciudad de México que trataban de otorgar viviendas dignas a la clase media, es que son adquiridos los terrenos de la actual colonia por el ingeniero Roberto Rodríguez en sociedad con el ingeniero Alberto J. Pani, Agustín Legorreta, y Miguel y Martin Oyamburu Arce, quienes eran dueños del Casco de la Hacienda Atepozco para fraccionarlos y crear la colonia, siendo inaugurada el 18 de noviembre de 1926. Con este proyecto urbano, junto con las también nacientes colonias Aragón, Vallejo, Peralvillo y Ex-hipódromo Peralvillo es que se terminaría por unir urbanisticamente el centro de la ciudad con la Villa de Guadalupe, siendo una de las primeras colonias de la zona del Tepeyac y del centro de la hasta entonces Delegación Guadalupe Hidalgo (hoy Delegación Gustavo A Madero), después de las colonias Aragón, Vallejo y Martín Carrera creadas al inicio del siglo XX. A raíz de la creación de la colonia Industrial se comenzaría la urbanización de la periferia de la colonia.
La creación de esta colonia fue posible gracias a la situación económica en que pasaba México en esa época. La colonia fue pensada para la naciente clase media mexicana, la cual había nacido a partir de la industrialización, presente en la zona por la mencionada planta Ford y el mal logrado Pozo petrolero del Tepeyac, siendo esta razón la que influenció el nombre de la colonia y de sus calles las cuales tienen el nombre de diversas empresas de la época, algunas de las cuales aún existen.
Aunque la colonia fue pensada para familias de clase media, en las construcciones se pueden ver estilos arquitectónicos diversos como el Neobarroco, inicios del Estilo Internacional, Colonial californiano y el Art déco, siendo el principal ejemplo de ese último el Internado Mier y Pesado, el cual se ha convertido en un símbolo de la colonia.

## Nomenclatura

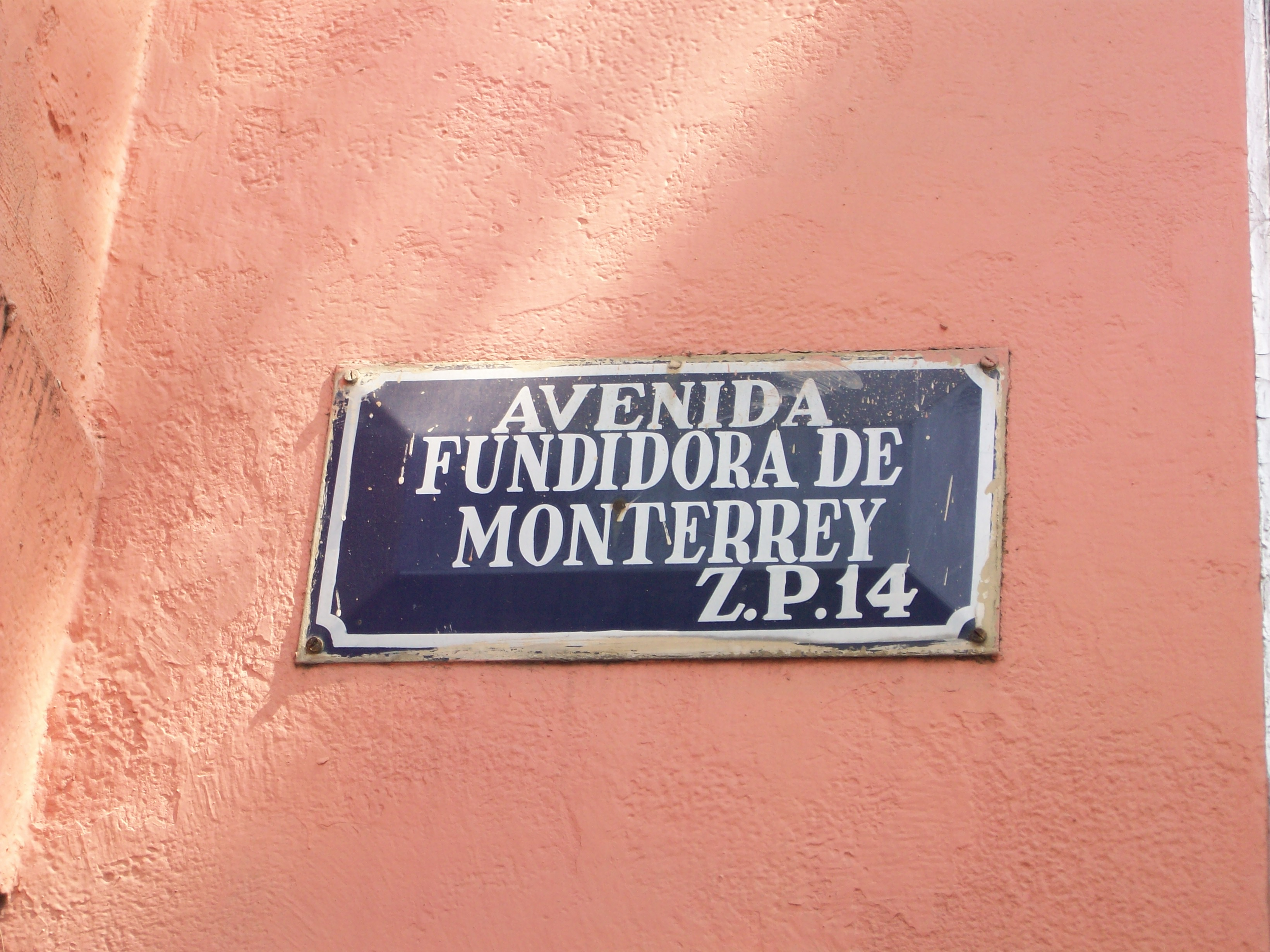
Letrero antiguo de la Avenida Fundidora de Monterrey.

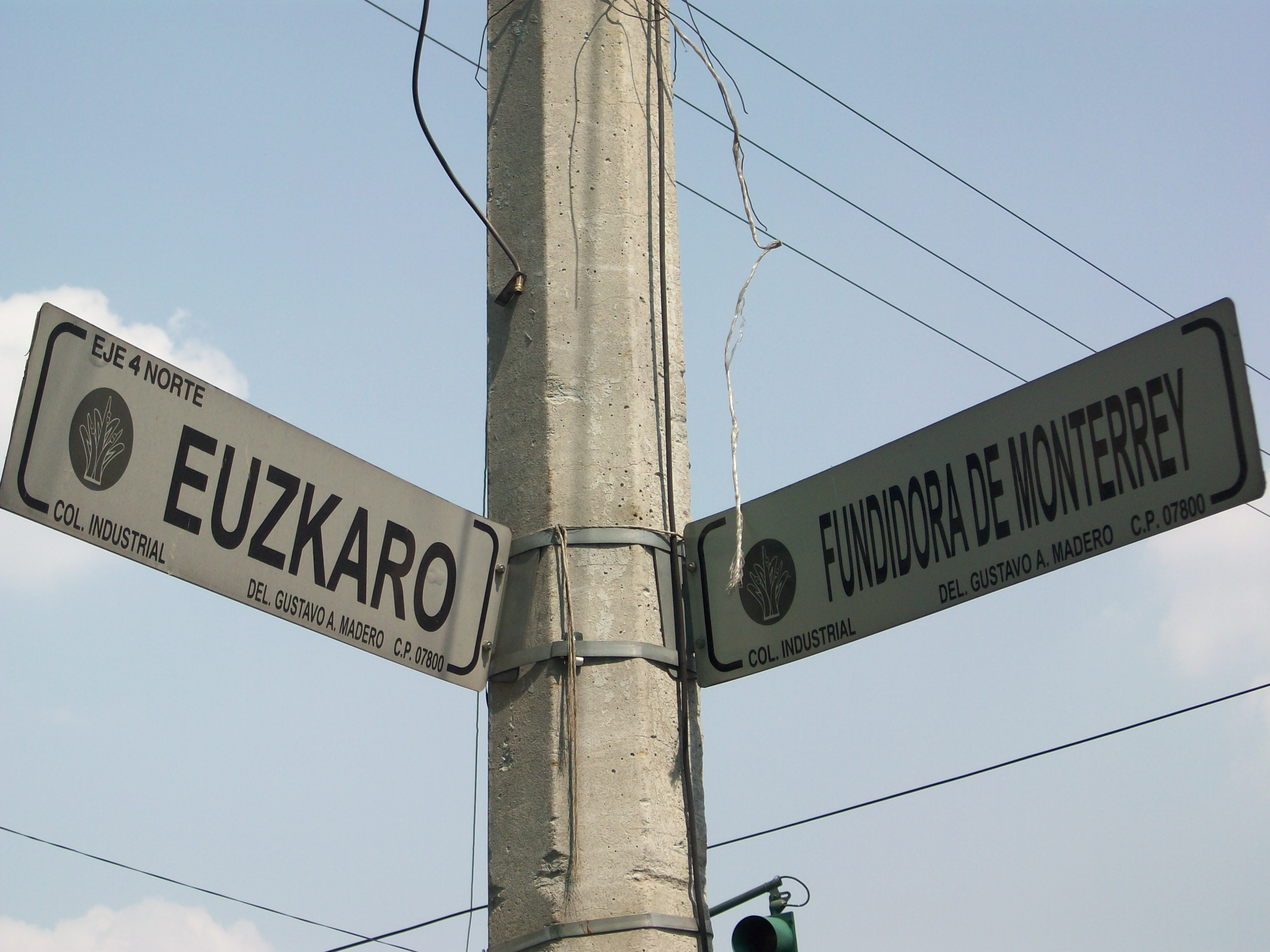
Letreros en la esquina de Fundidora de Monterrey y Euzkaro.

En 1926, se formó el fraccionamiento de la colonia Industrial, con la particularidad de que el nombre de sus calles hacía referencia al avance industrial de México.
Así tenemos el nombre de las fábricas de hilados y tejidos como La Fama (que así se llamaba también una fábrica de puros y cigarros propiedad de don Antonio Delgado Rentería); La Constancia, de Torreón, Coahuila; La bella Unión, en Arteaga; La Corona, establecida en la Ciudad de México; La Carolina; La Hormiga, de Tizapán, en San Ángel, y la más interesante de todas: Río Blanco, establecida en Orizaba, Veracruz, en 1899, que con las fábricas de San Lorenzo, Cerritos y Cocoalpan, motivaron la instalación de la hidroeléctrica Rincón Grande. La calle de Necaxa, refiere la planta hidroeléctrica encargada en 1906 de la demanda eléctrica del Distrito Federal, Puebla, Hidalgo y Michoacán, la cual está ubicada en el municipio de Huauchinango en el estado de Puebla. Euzkaro, a un molino de harina; Eureka, a aguas minerales; Larín, a la famosa fábrica de chocolates y dulces; La Victoria, de aceites y tenería, entre otras.
Otras calles se refieren a centros mineros como La Fortuna, fundada en 1902 en Aguascalientes; Real del Monte en el Estado de Hidalgo, y la Esperanza, también en Aguascalientes. La Fundidora de Monterrey, empresa establecida el 15 de junio de 1890, también tiene su calle. Calles relacionadas con la industria petrolera como La Huasteca, construida en la década de 1910, y Pemex.
En el último cuarto del siglo pasado, se cambiaron los nombres de tres calles de la Colonia Industrial. La Avenida de los Parques, una hermosa calle camellada con frondosas palmeras que unía los parques María del Carmen y María Luisa, cambió su nombre para recordar a Rómulo Escobar Zermán (1882-1946), quien fue director de la Escuela Nacional de Agricultura, subsecretario de Fomento y gobernador del estado de Chihuahua; la avenida San Rafael también cambió su nombre por el del Ingeniero Basiliso Romo Anguiano y finalmente la calle de La Florida paso a llamarse Ingeniero Antonio Narro Acuña.

### Calles
| Calle/Avenida                                               | Significado | Circulación |
| Mercado La Industrial y 1.ª, 2.ª y 3.ª Cerrada              | Hacen referencias a estar circundando el Mercado Ramón Corona o Mercado de la Industrial. | Varios sentidos |
| Avenida Potrero, ahora llamada Alfredo Robles Domínguez     | La avenida toma su nombre en honor a Alfredo Robles Domínguez quien fuera un ingeniero militar, revolucionario y político mexicano, siendo Gobernador del Distrito Federal en 1914. En los inicios de la colonia la Avenida se llamó Potrero | Doble sentido |
| Ánfora                                                      | Toma su nombre de la fábrica de cerámica El Ánfora. | Doble sentido |
| Aurora                                                      | La Aurora fue la fábrica de una compañía inglesa, dedicada a la manufactura de textiles. Fundada a principios del siglo XX y ubicada en San Miguel de Allende, Guanajuato, fue durante muchos años la principal fuente de trabajo de la región. | Doble sentido |
| Buen Tono                                                   | Esta calle debe su nombre a la industria tabacalera de México y la Compañía Cigarrera del Buen Tono, de Ernesto Pugibet. | Sur-Norte |
| Calzada de Guadalupe                                        | Debe su nombre a que esta calzada fue construida exprofeso para unir a la Ciudad de México con la Villa de Guadalupe convirtiéndose con esto en el principal acceso a esta zona para los peregrinos de la Basílica de Nuestra Señora de Guadalupe. | Sur-Norte |
| Calzada de los Misterios                                    | Esta es la Avenida más antigua de la colonia, data de la época prehispánica y unía la ciudad secundaria de Tlatelolco con la zona del Tepeyac, su nombre actual proviene de los 15 monumentos conocidos como Misterios que representan cada uno de los misterios del rosario católico.                                                                           | Norte-Sur |
| Carolina                                                    | Fábrica de hilados, tejidos y estampados de algodón. | Doble sentido |
| Cristina                                                    | | Doble sentido |
| Cruz Azul                                                   | Toma su nombre de la compañía cementera Cruz Azul. | Doble sentido |
| Del Águila                                                  | Proviene de la Eagle Oil Co. o Compañía Petrolera del Águila, subsidiaria de la Standar Oil. | Doble sentido |
| El Fénix                                                    | Probablemente el nombre de esta calle venga de la fábrica de escobas, El Fénix de Pátzcuaro, fundada en 1927. Esta empresa familiar aún sigue en operaciones. | Doble sentido |
| Elena                                                       | | Doble sentido |
| Elisa                                                       | | Doble sentido |
| Escuela Industrial                                          | Referente a la Escuela Industrial, establecida durante el Porfiriato | Doble sentido |
| Esther                                                      | | Doble sentido |
| Estrella                                                    | La fábrica textil «La Estrella» existe desde el siglo XIX; Primera en utilizar el proceso de sanforizado, primera en producir el hilo para la producción de la mezclilla. En 2011, una huelga detiene las operaciones de la empresa, en 2013 esta se declara en quiebra. A la fecha de esta edición, el conflicto no se ha resuelto.                             | Doble sentido |
| Eureka                                                      | Fábrica de láminas y tinacos de Manuel Suarez | Doble sentido |
| Eúzkaro                                                     | Toma su nombre del molino Euzkaro, fundado en 1906 por el vasco Braulio Iriarte. | Poniente-Oriente |
| Excélsior                                                   | Toma su nombre de la fábrica de calzado «Excélsior», del empresario Carlos B. Zetina. | Poniente-Oriente entre Fundidora de Monterrey y Calzada de Guadalupe; Oriente-Poniente entre Fundidora de Monterrey y Real del Monte  |
| Fundidora de Monterrey                                      | Llamada así en honor a la Fundidora de Fierro y Acero de Monterrey que fue en hasta antes de su desaparición la mayor fundidora de acero en el país, localizada en la ciudad de Monterrey, Nuevo León | Norte-Sur |
| General Popo                                                | Nombrada así por la Proveedora General Popo, fabricante de neumáticos e importador oficial de Michelin. Hoy es el distribuidor exclusivo de neumáticos Michelin en México. | Doble sentido |
| Ideal                                                       | Referente a la panadería La Ideal, entonces y ahora una de las más prestigiosas y grandes en su género de Pablo Diez | Doble sentido |
| La Florida, ahora llamada Ingeniero Antonio Narro Acuña     | Fábrica dedicada a la producción de levaduras para la industria de la panificación. | Doble sentido |
| San Rafael, ahora llamada Ingeniero Basiliso Romo Anguiano  | Fábrica de papel San Rafael y Anexas, S. A., fundada a principios del siglo XX, ubicada en el municipio de Tlalmanalco, estado de México. El Ingeniero Basiliso Romo Anguiano era ingeniero agrónomo egresado de la Escuela Nacional de Agricultura y profesor de Matemáticas, Física, Astronomía y Filosofía en la ENP,ENA y la Facultad de Filosofía y letras. | Oriente-Poniente entre Real del Monte y Fundidora de Monterrey; Doble sentido desde Fundidora de Monterrey hasta Calzada de Guadalupe |
| La Alpina                                                   | | Poniente-Oriente |
| La Continental                                              | Industria llantera Continental AG fundada en 1871 en Alemania | Doble sentido |
| La Corona                                                   | Toma su nombre de la fábrica de jabón "La corona", fundada en 1920. | Doble sentido |
| La Esperanza                                                | | Norte-Sur |
| La Fama                                                     | Fábrica de Hilados y tejidos | Doble sentido |
| La Huasteca                                                 | Proviene de La Huasteca Oil Co., subsidiaria de la British Petroleum | Norte-Sur |
| La Imperial                                                 | Su nombre viene de la empresa dulcera La Imperial de origen regiomontano. | Doble sentido |
| La Perfeccionada                                            | Su nombre viene de la fábrica de hilados y tejidos | Doble sentido |
| La Polar                                                    | | Doble sentido |
| La Primavera                                                | Panadería de Pablo Diez | Oriente-Poniente |
| La Prueba                                                   | | Doble sentido |
| La Sirena                                                   | | Doble sentido |
| La Vencedora                                                | | Doble sentido |
| Larín                                                       | Hace referencia a la fábrica de chocolates y dulces | Doble sentido |
| Los Pirineos                                                | Hacienda Lechera la más importante de la época de Martín y Miguel Oyamburu | Doble sentido |
| Luxo                                                        | | Doble sentido |
| Miraflores                                                  | | Doble sentido |
| Mundial                                                     | | Doble sentido |
| Necaxa                                                      | Se refiere a la hidroeléctrica Necaxa. | Poniente-Oriente |
| Norte 24                                                    | | Doble sentido |
| Norte 24A                                                   | | Doble sentido |
| Norte 26                                                    | | Doble sentido |
| Oxo                                                         | | Doble sentido |
| Parque Guadalupe                                            | Hace referencia al Parque Guadalupe al cual circunda. | Doble sentido |
| Parque María del Carmen                                     | Hace referencia al Parque María del Carmen al cual circunda. | Sentido contrario a las manecillas del reloj                                                                                          |
| Parque María Luisa                                          | Hace referencia al Parque María Luisa al cual circunda. | Doble sentido |
| Pemex                                                       | Hace referencia a la compañía petrolera del gobierno Petróleos Mexicanos conocida simplemente como PEMEX que administra y explota este recurso en todo el país | Norte-Sur |
| Perla                                                       | | Doble sentido |
| Progreso                                                    | | Doble sentido |
| Raquel                                                      | | Doble sentido |
| Real del Monte                                              | Se refiere a la Compañía Real del Monte, empresa minera ubicada en el pueblo del mismo nombre en Hidalgo De Pedro Romero de Terreros | Doble sentido y Sur-Norte |
| Río Blanco                                                  | Se refiere a las fábricas de textiles e hilados, funestamente célebre por la huelga de 1907 | Oriente-Poniente |
| Avenida de los Parques, ahora llamada Rómulo Escobar Zermán | Recuerda al que fuera director de la Escuela Nacional de Agricultura, subsecretario de Fomento y gobernador del estado de Chihuahua. Esta calle originalmente se llamaba Av. de los Parques debido a que por esta avenida con camellón se enlazan los dos parques principales de la colonia.                                                                     | Doble sentido |
| Santa Gertrudis                                             | Fábrica de Alfombras | Doble sentido |
| Santa Rosa                                                  | Textil | Doble sentido |
| Tepalcatitlán                                               | | Doble sentido |
| Tepeyac                                                     | | Doble sentido |
| Teresa                                                      | | Doble sentido |
| Tolteca                                                     | Referente a la cementera Tolteca | Doble sentido |
| Tuxpango                                                    | Planta hidroeléctrica | Doble sentido |
| Unión                                                       | Textiles | Doble sentido |
| Victoria                                                    | Cerveza comprada por los Hermanos Oyamburu en 1927 para la Modelo | Oriente-Poniente Y Doble Sentido desde Real del Monte a Pemex                                                                         |

## Servicios

### Parques

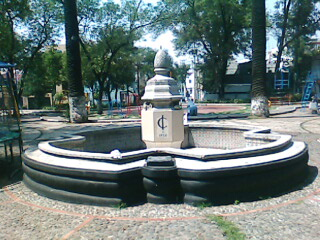
Fuente en el centro del parque María del Carmen.

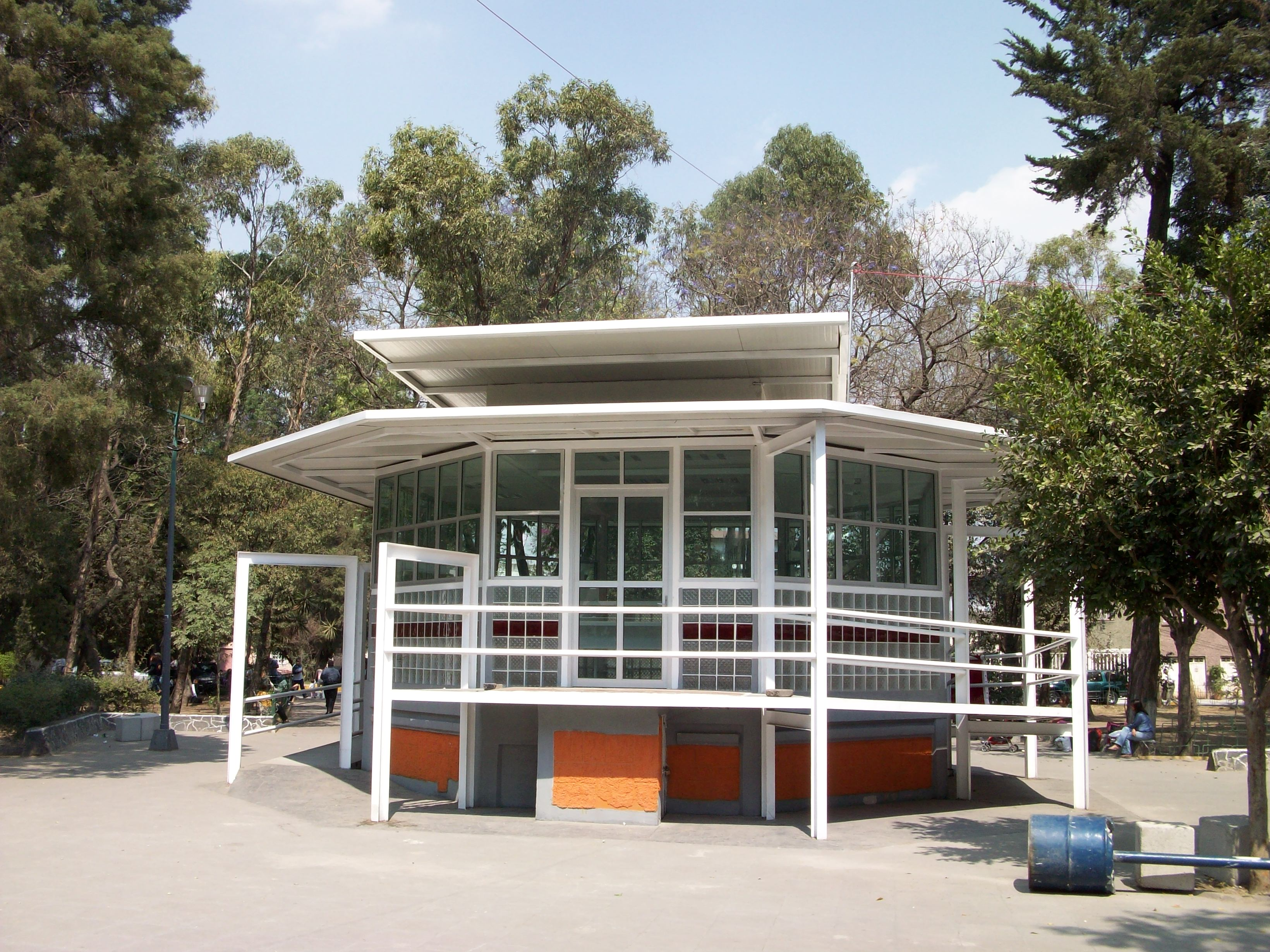
Kiosco en el parque Maria Luisa.

La colonia cuenta con tres parques de los cuales destacan dos por su tamaño, el María Luisa al norte, tiene forma de media Luna y el María del Carmen al sur tiene forma de cuadrado (cabe señalar que originalmente ambos parques estaban planeados en forma de cuadrado, pero antes de su construcción la forma del parque María Luisa se modificó a la actual) los cuales están comunicados por la Avenida Rómulo Escobar Zerman que originalmente se llamó Avenida de los Parques y que al igual que la calle Progreso tiene un delgado camellón con palmeras en el centro; el tercer parque es el llamado Parque Guadalupe, se localiza en la zona nor-oriente y fue dividido para permitir una mejor circulación del eje 4 norte Euzkaro. El parque María Luisa cuenta con un quiosco y una pequeña biblioteca, llamada José López Portillo y Rojas, mientras que el María del Carmen cuenta con una fuente, la cual hace años dejó de funcionar, pero que es icónica del parque y donde se pueden ver las iniciales de la colonia, CI, y la fecha de funcación (1926).

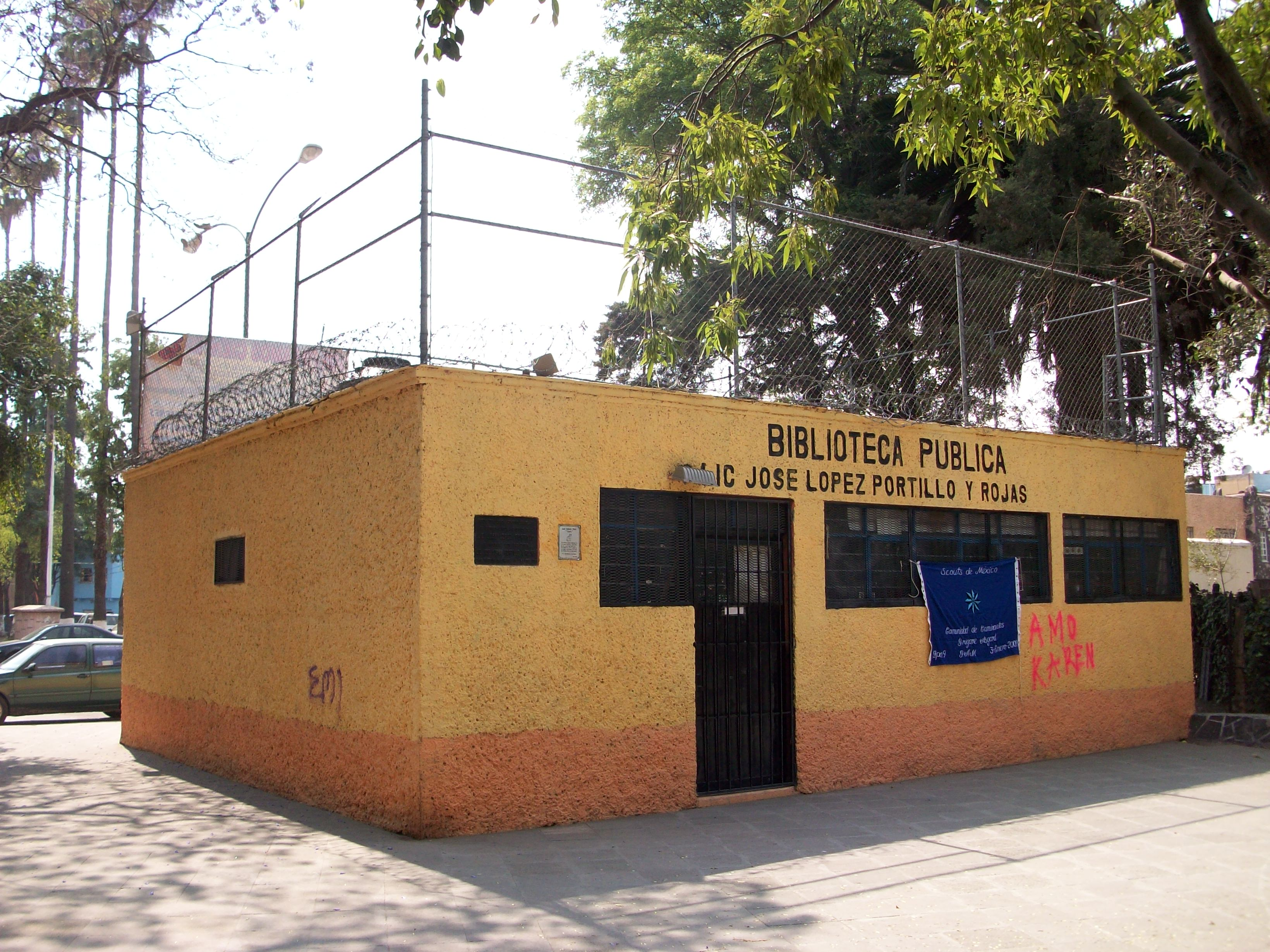
Biblioteca José López Portillo y Rojas.

### Escuelas

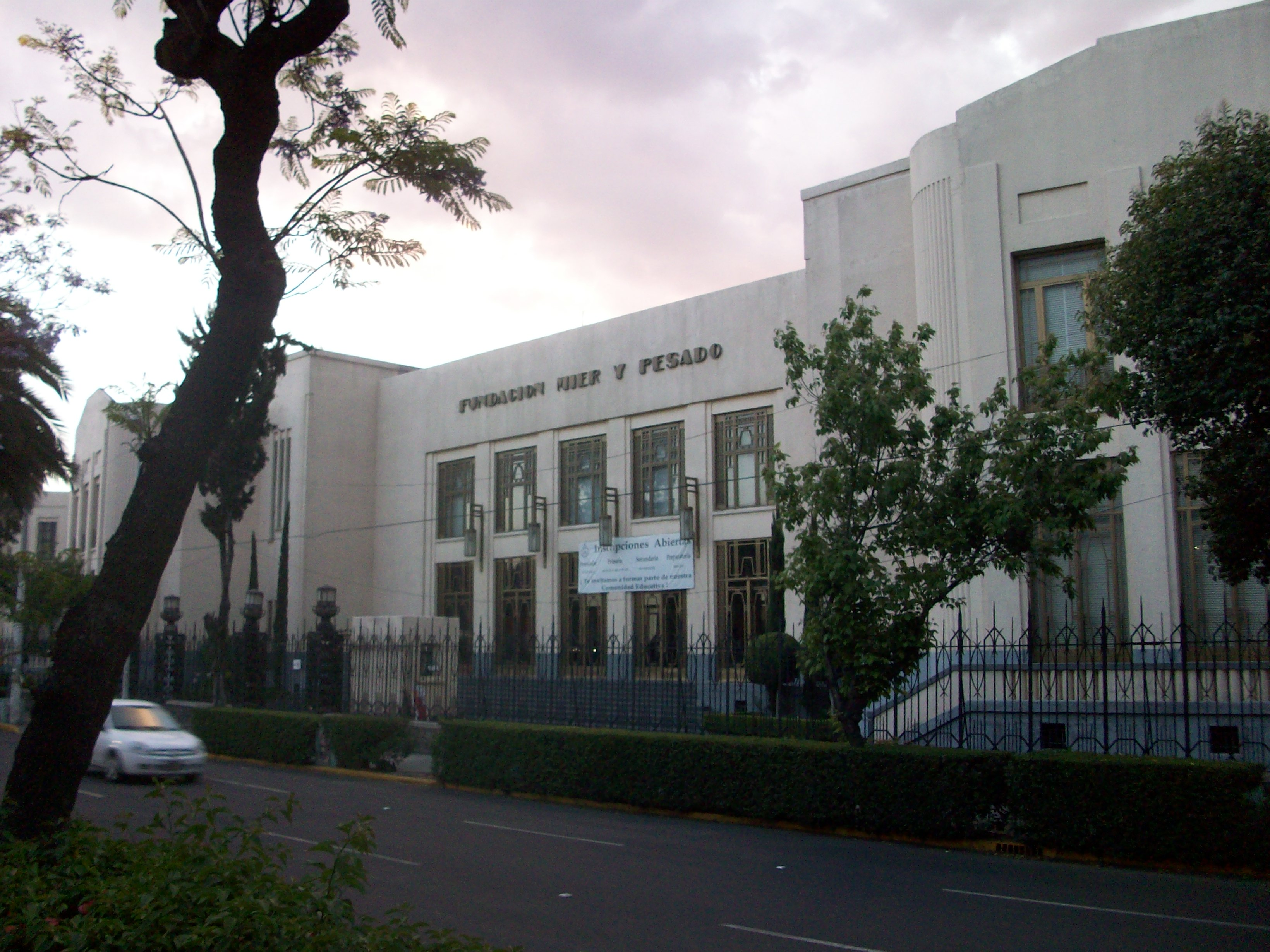
Fachada del Internado de la Fundación Mier y Pesado en Calzada de Guadalupe.

También en la colonia se encuentran varias escuelas de educación básica destacando el antiguo Internado Mier y Pesado (Arq. Manuel Cortina García) de estilo art déco y que debido a su tamaño y singular forma que recuerda a una araña y su parecido en cierto modo a un castillo. También destacan las escuelas primarias Jesús Romero Flores y Emiliano Zapata las cuales originalmente eran una sola escuela llamada únicamente Emiliano Zapata, diseñada por Juan O'Gorman, con tres murales de Pablo O'Higgins, titulados La realidad del trabajo y las luchas, La vida y los problemas sociales y La quema de códices; estas dos escuelas se localizan en una manzana que sirve de remate de la avenida Victoria y que comparten con el Jardín de Niños Ángel del Campo. Tanto el internado Mier y Pesado como la Primaria Emiliano Zapata fueron proyectadas y al mismo tiempo que la colonia y construidas durante los siguientes años, ambas contaban con alberca, pero solo la primaria Emiliano Zapata la conserva en la actualidad.

### Templos y recintos religiosos

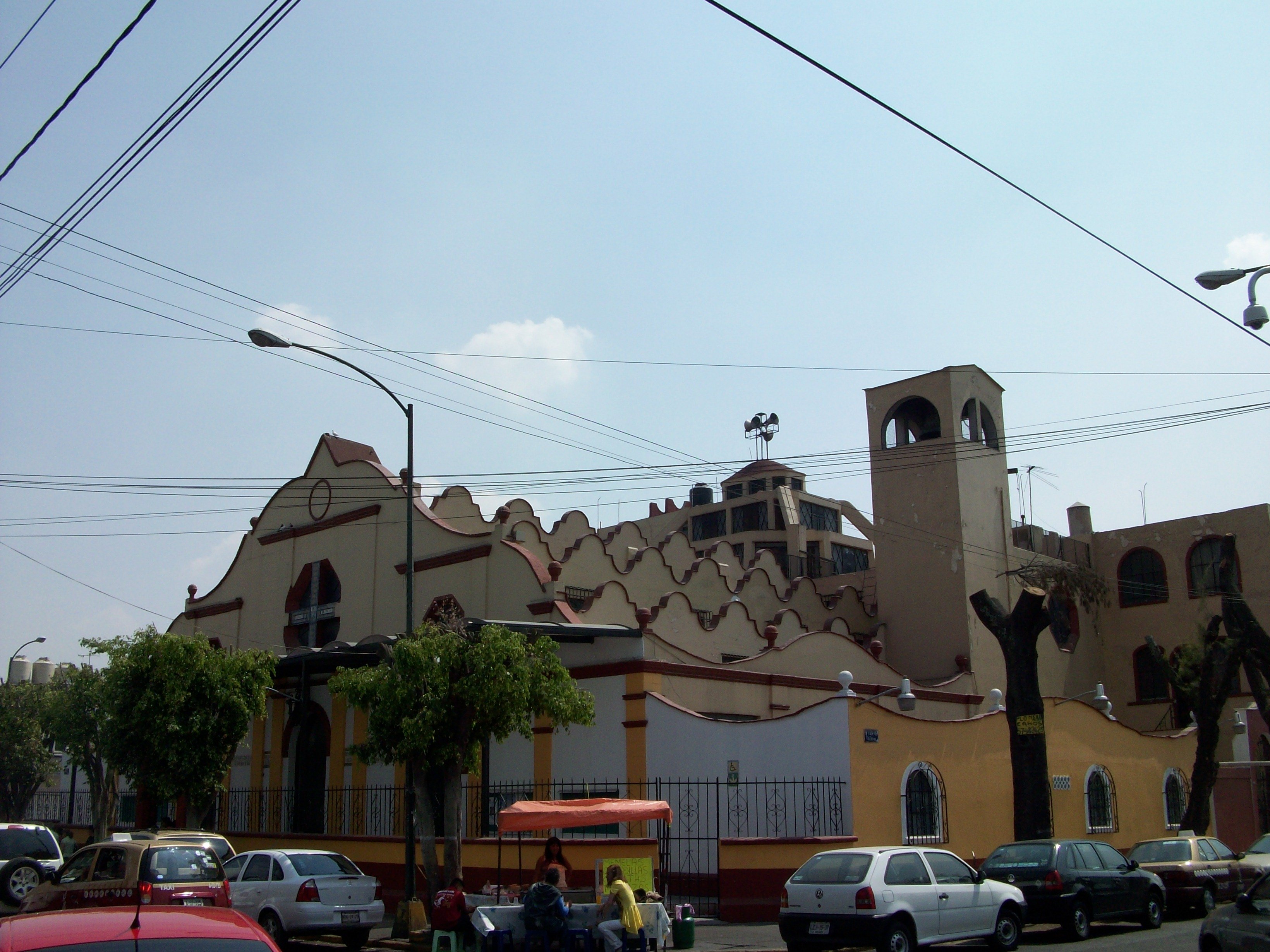
Iglesia de la Asunción.

La colonia cuenta con una iglesia al norte, llamada Parroquia Asunción de María, esta parroquia fue la capilla de Tepalcatitlán que con frecuencia era utilizada para depósito de cadáveres y con el paso del tiempo perdió el techo, las puertas y el altar; los restos de la construcción todavía se pueden ver en la puerta lateral de la calle de Unión ostentando la fecha de 1773, siendo también notable en la calle de La Esperanza. La fecha de reapertura al culto fue el 12 de junio de 1931. El 2 de febrero de 1936 se colocó la primera piedra de la actual iglesia de La Asunción, y en octubre de 1941 se abrió al culto. En abril de 1943 se inició el bello decorado interior y el 8 de febrero de 1944 fue elevada a la categoría de parroquia, estrenando su altar el 14 de febrero de 1947.
También la colonia al tener el límite al oriente con Calzada de Guadalupe, dentro de esta hay un tramo de la Calzada de los Misterios, en ese tramo de la colonia se pueden encontrar 5 de esos monumentos que de hecho son cinco de los siete monumentos nuevos que se edificaron en 1999 para sustituir los destruidos, siendo la colonia con más de estos monumentos dentro de sus límites.

### Comercios y tiendas de autoservicio

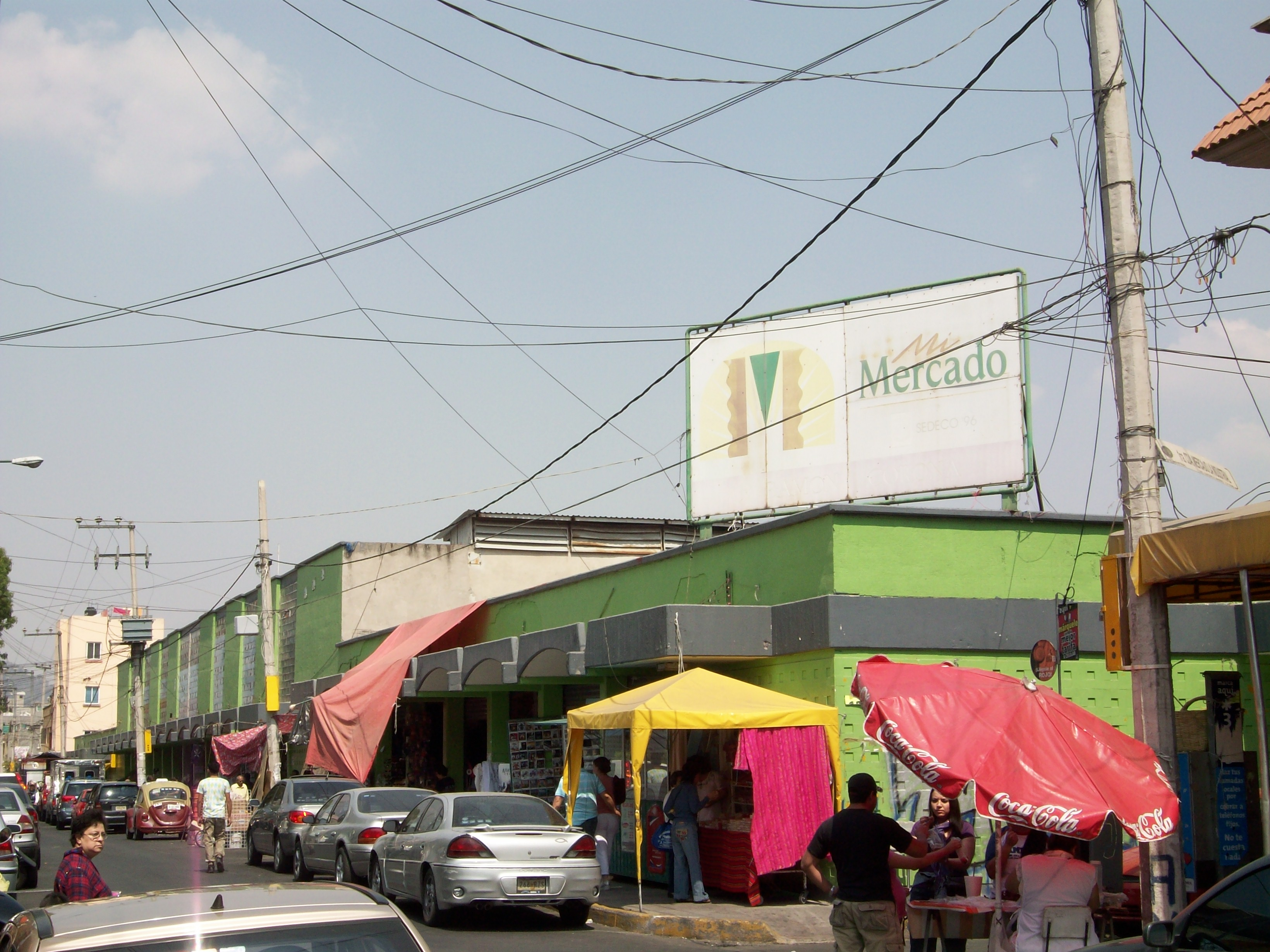
Mercado Ramón Corona.

En general la colonia, al ser exclusivamente habitacional no permite la construcción de grandes centros comerciales por lo cual solo tiene el mercado de la colonia, el Ramón Corona, que se localiza cerca del parque Ma. Luisa donde se puede comprar verduras, frutas, carne, entre otras cosas y que es de hecho en parte el mercado original aunque ampliado; por esta razón la colonia Industrial depende de las grandes tiendas de autoservicio que se encuentran en las colonias vecinas aparte de sus propias «tienditas» y del mercado. Los centros comerciales más cercanos son: Parque Lindavista, Plaza Tepeyac, la tienda Soriana Híper Tepeyac y Plaza Misterios.
Una de las pocas industrias que se encuentran en la colonia es la fábrica de Chocolates Turín la cual es de las pocas excepciones del uso de suelo habitacional de la colonia, así como también la fábrica «Guantes Vargas» la cual es vecina de la fábrica de Chocolates Turín. Siendo las dos ya muy antiguas.

### Conectividad y transporte

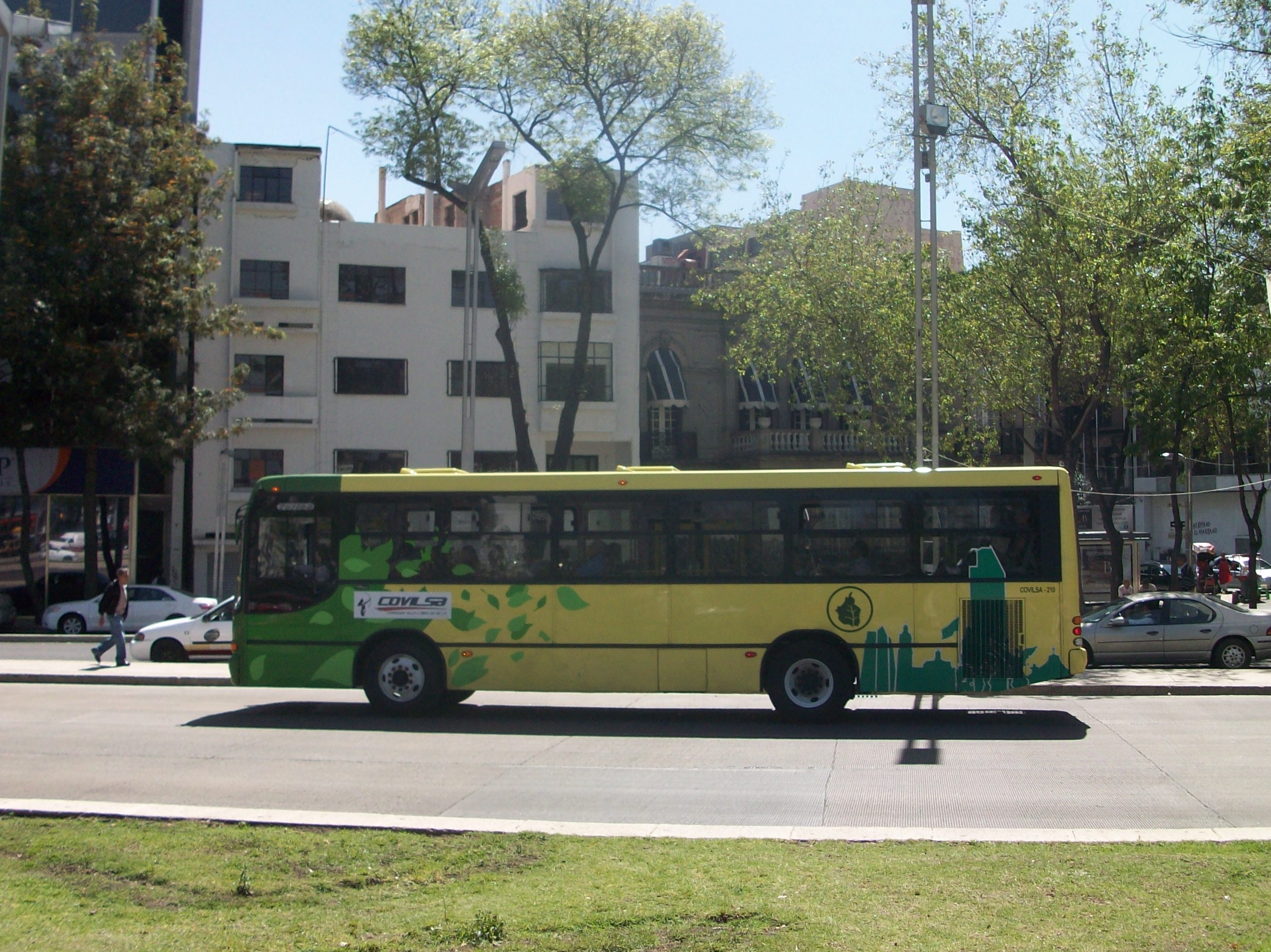
Autobús de la empresa COVILSA en Paseo de la Reforma.

Desde el inicio del fraccionamiento, este siempre ha estado íntimamente ligado al transporte. Ya desde la publicidad para la compra de terrenos se anunciaba su buena conexión con el centro de la ciudad, esta conexión se realizaba ya fuera por las Calzadas de Guadalupe y Misterios que por el pasado de esta última automáticamente tenía conexión con el centro y por la Avenida Buen Tono que en esa época llegaba al Centro de la ciudad por la actual calle de República de Chile ya que no existían ni el Circuito Interior ni la unidad habitacional Nonoalco-Tlatelolco.
Cabe recordar que al momento de ser construida la colonia, el Ferrocarril México-Veracruz aún transitaba por la Calzada de los Misterios, aunque estaba empezando a caer en desuso por la ruta de tranvías México-La Villa que iba del centro de la ciudad hasta la entrada de la Basílica por Calzada de Guadalupe. También es de mencionar que esta colonia comenzó a servir como una conexión entre las dos Calzadas y la autopista a Laredo, actual Insurgentes Norte y que partía de la zona de Tlatelolco.
Una vez descontinuados los tranvías, el transporte de pasajeros paso a prestarse con camiones para posteriormente llegar el Metro, este transporte durante muchos años intento realizar una obra que lograra rescatar la antigua conexión entre La Villa y el centro de la Ciudad en reminiscencia de los tranvías, pero esto nunca se ha logrado concretar.
Tres estaciones importantes del Metro que conectan a la colonia son Potrero, Deportivo 18 de Marzo y La Villa-Basílica, también comunica con las estaciones del Metrobús, Potrero y Euzkaro , aunque todas estas estaciones no se encuentran en la colonia. Otros transportes que pasan por la colonia son el Trolebús, línea LL (San Felipe de Jesús-Metro Hidalgo); la RTP líneas 11, 11A, 76 y 76A, así como la empresa COVILSA (Corredor Villa-Lomas S. A.) que recorre de Indios Verdes a Santa Fe y que antes era la ruta 2 en su ramal de Reforma. y algunas rutas de microbúses con destinos principalmente al Centro Histórico y La Merced.

## Geografía
La colonia se encuentra asentada en una zona plana con unas ligeras irregularidades, y es conformada por un polígono casi rectangular, con una superficie aproximada de 1.5 km².
A raíz de la preocupación de las autoridades del Distrito Federal por conocer los riesgos de vivir en la Ciudad de México, alrededor del 2006 se comenzó a estudiar más a fondo la geografía de la ciudad y se ha descubierto que la colonia Industrial se encuentra cimentada en un suelo catalogado como tipo III en el Reglamento de Construcciones del D. F., que es el tipo con menor resistencia, y eso la hace muy propensa a hundimientos de edificios de tres a cuatro pisos de alto, y esto es claramente visible en la fábrica de la Turin. Este fenómeno se debe a que como se sabe la Ciudad de México fue un lago y la mayor parte de la ciudad tiene este problema de hundimientos debido a la inestabilidad del terreno donde se encontraba el lago y no se debe olvidar que hasta finales del siglo XIX aún existían pequeñas lagunas en la zona de la colonia, así como la desviación del Río Guadalupe que pasaba entre las Avenidas Buen Tono y Huasteca.

## Cultura y deportes

### Taekwondo
La colonia Industrial cuenta con una de las primeras escuelas de taekwondo de la Ciudad de México, puesto que la Asociación Moo Duk Kwan le dio el registro a esta escuela hace más de 25 años, esta se encontraba en la Avenida Buen Tono casi esquina con Av. Excélsior y actualmente se encuentra en Calzada de Guadalupe frente al centro de actividades del Seguro Social entre Av. Victoria y Av. Necaxa. En ella hán estado personajes como Víctor Estrada y otros competidores, actualmente el profesor encargado es Manuel Pérez.

### En el cine mexicano
En la década de los años cuarenta, la Colonia Industrial fue el escenario de algunas películas mexicanas como El revoltoso con artistas como Tin Tán, dichas películas fueron rodadas al interior de algunas de las casas de las personas de mejor situación económica y social de la época, al mismo tiempo sus parques también fueron utilizados como parte de los escenarios.
La casa de la esquina de Bueno Tono con Basiliso Romo Anguiano sirvió para representar el hogar del Dr. Filártiga, interpretado por Anthony Hopkins, para la  película «Un Hombre en Guerra» filmada en 1991, dirigida por el brasileño Sergio Toledo.

## Residentes célebres
La colonia Industrial ha dado albergue a personajes importantes en la vida nacional.
- En la colonia Industrial se asentaron, entre otros: el periodista Renato Leduc, los hermanos Sabines (Juan y Jaime) y el músico Pablo Beltrán Ruíz.
- Ángel María Garibay (1892-1967) Sacerdote católico, filólogo e historiador mexicano políglota, se distinguió especialmente por sus trabajos relativos a las culturas prehispánicas, así como a la lengua y la literatura náhuatl, vivió en la calle de Buen Tono 347.
- Armando Arévalo Macías (1920-2010). Periodista, escritor y destacado locutor de origen Chiapaneco. vivió en la calle de La Esperanza 81.
- Roberto Salcedo, importante ingeniero del México contemporáneo vivió en Prueba 9 durante su infancia.
- Alberto Ángel «El Cuervo» (1950) Cantante, pintor y escritor defensor de la cultura y tradiciones de México, vivió en su adolescencia, en la calle Fundidora de Monterey # 115 entonces casa de su abuela mientras estudiaba en el Instituto Politécnico Nacional.
- Alejandro Muñoz Moreno «Blue Demon» (1922-2000) Emblemático luchador profesional y actor mexicano, vivió hasta su fallecimiento en su casa de la Calle Necaxa.
- Mario Rendón Lozano (1941) Escultor, egresado de la academia de San Carlos de la UNAM, vivió en la calle de Buen Tono 45, ha realizado obras en diferentes estados de México y en el extranjero.
- José Antonio Michel (1921) Compositor e intérprete de música popular mexicana.
- José Carlos Delgado Chong (1970) Ingeniero civil, profesor de la Facultad de Ingeniería de la UNAM, empresario, atleta en varias disciplinas, es parte del grupo de ingenieros que actúa en casos de desastres en la Ciudad de México y en Ciudad Universitaria. Ganador del premio al gremialista de las últimas 5 generaciones de la UNAM http://cozumel.fi-a.unam.mx/~agfi/reconoci (enlace roto disponible en Internet Archive; véase el historial, la primera versión y la última).[1].html Responsable de la seguridad estructural de Ciudad Universitaria. Vivió en La Polar 82.
- Francisco Palencia (1973) Exfutbolista y entrenador mexicano.
- Dr.Angel Velez Laguna, cirujano urologo, vivió en la calle de escuela industrial.